# Référendum chilien de 2020
Le référendum chilien de 2020 ou plébiscite national de 2020 (en espagnol : Plebiscito Nacional 2020) a lieu le dimanche 25 octobre 2020.
En conséquence d'un mouvement social de grande ampleur ayant amené les principaux partis du pays à s’accorder sur la nécessité de convoquer ce référendum, les électeurs sont amenés à se prononcer sur un changement de Constitution, remplaçant celle adoptée en 1980 sous le régime de Pinochet, ainsi que sur la nature de l'organe à laquelle ils souhaitent confier le pouvoir constituant chargé de sa rédaction : une assemblée constituante entièrement élue ou bien composée pour moitié d'élus et pour l'autre moitié de parlementaires.
Le scrutin, qui se tient six mois après la date initialement prévue en raison de la pandémie de Covid-19, voit la proposition de rédaction d'une nouvelle constitution approuvée à une large majorité de près de 79 % des suffrages. L'option d'une assemblée constituante intégralement élue est quant à elle choisie à une majorité similaire, et est mise en œuvre lors d'élections constituantes organisées les 15 et 16 mai 2021.

## Contexte

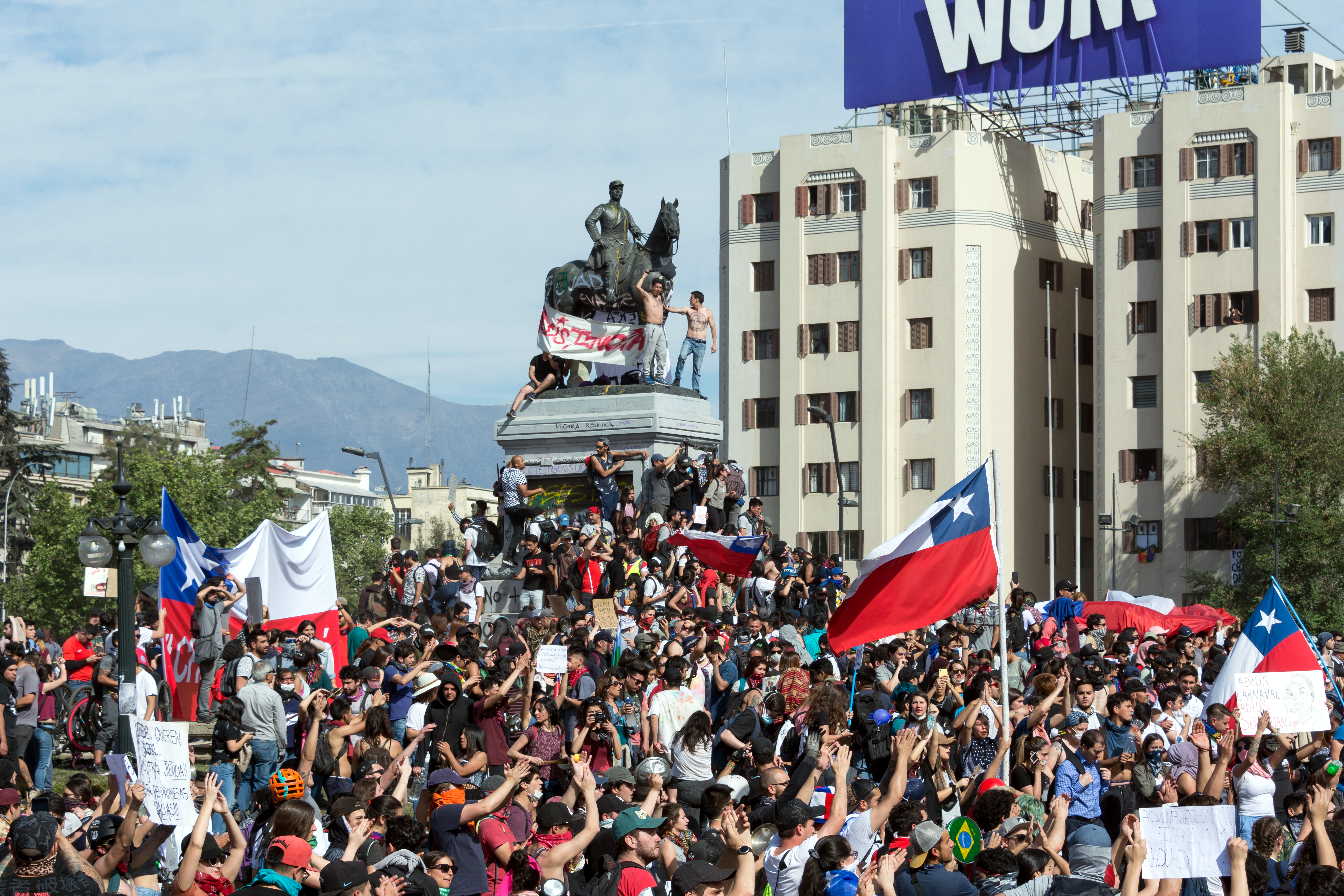
Manifestants chiliens en octobre 2019.

Le référendum est la conséquence directe des manifestations de grande ampleur organisées dans le pays à partir du 7 octobre 2019, et qui ont vu la population exprimer un profond mécontentement à l'encontre des importantes inégalités sociales que connait le Chili. La Constitution alors en vigueur concentre rapidement les critiques en raison de son contenu néolibéral fortement inégalitaire ainsi que de ses origines, celle ci ayant été rédigée en 1980 sous la dictature militaire d'Augusto Pinochet, bien qu'elle ait été depuis amendée à plusieurs reprises notamment pour mettre fin à la présence de sénateur à vie,. Elle établit un modèle économique fondé sur la privatisation d'une large part des biens publics, y compris l'éducation, la santé, les retraites et l'accès à l'eau,. La Constitution se voit également reprocher d'avoir permis à une minorité de droite de conserver un pouvoir de blocage à l'encontre de toute tentative de modifications du modèle social et économique, en la favorisant lors des élections tout en imposant des conditions de révisions très strictes,.
Devant l'ampleur du mouvement de contestation populaire, les dirigeants de la majorité des partis chiliens signent l'« Accord pour la paix sociale et la nouvelle Constitution » le 15 novembre suivant. Celui ci prévoit l'amendement de plusieurs articles du chapitre XV de la Constitution permettant la rédaction d'un nouveau texte fondamental via la convocation d'une assemblée constituante, une procédure que la Constitution de 1980 ne permettait pas auparavant. 
L'amendement est voté le 19 décembre à la Chambre des députés par 127 voix pour, 18 contre et 5 abstentions, puis le lendemain au Sénat par 38 voix pour et 3 contre. Ayant largement franchi la majorité qualifiée de deux tiers des voix dans chaque chambre, l'amendement est transmis au président de la République Sebastián Piñera, qui le signe le 23 décembre puis paraphe quatre jours plus tard le décret de convocation du référendum,.

## Objet
|  |

Le référendum porte sur deux questions distinctes. La première est « Voulez-vous une nouvelle Constitution ? », et peut être approuvée ou rejetée par les électeurs. La seconde est « Quel type d’organe doit rédiger la nouvelle Constitution ? » et n'est appelée à s'appliquer qu'en cas de victoire du Oui à la première question. L'électeur dispose de deux choix : ou bien une assemblée constituante intégralement composée de membres élus, ou bien une assemblée constituante mixte composée pour moitié de membres élus, et pour l'autre moitié de parlementaires. Les électeurs disposent de bulletins de vote distincts pour les deux questions, sur lesquelles ils peuvent cocher la proposition de leur choix indépendamment l'une de l'autre.
En cas de victoire de la proposition de rédaction d'une nouvelle Constitution, des élections constituantes sont prévues le 11 avril 2021 afin d'élire celle-ci en totalité ou pour moitié, selon le choix exprimés par les électeurs à la seconde question. La composition proposée de l'assemblée constituante intégralement élue est de 155 membres élus au scrutin proportionnel plurinominal dans 28 circonscriptions électorales de 3 à 8 sièges en fonctions de leur population. Celle de l'assemblée constituante mixte est quant à elle de 172 membres dont 86 élus au scrutin proportionnel dans 28 circonscriptions de 2 à 4 sièges, et 86 autres membres élus par les deux chambres du Congrès national en leur sein,.
L'organe constituant disposera alors de neuf mois, prolongeable au maximum de trois mois, pour rédiger une nouvelle Constitution et en voter le texte à la majorité qualifiée des deux tiers de ses membres. Elle devra ensuite être soumise à référendum à une date encore indéterminée, probablement en 2022,.

### Report
Initialement prévu le 26 avril 2020, le scrutin est reporté au 25 octobre suivant en raison de la progression de la pandémie de maladie à coronavirus. La date du 25 octobre était celle initialement prévue pour les élections constituantes, elles-mêmes repoussées au 11 avril de l'année suivante, puis au 15 et 16 mai.

## Campagne
|  |

Les mois qui précèdent le scrutin voient l'option d'un changement de Constitution se maintenir à un niveau élevé dans les sondages, autour de 75 % des intentions de vote. La tendance est similaire pour le choix d'une constituante intégralement élue, bien qu'à un niveau moindre, entre 50 et 60 %. La participation demeure la seule véritable inconnue du scrutin dans un contexte pandémique qui fait craindre une peur de se rendre aux urnes de la part des électeurs, malgré les nombreuses mesures sanitaires mises en œuvre. La capitale Santiago ne sort ainsi de son confinement que trois semaines avant le référendum,.

### Sondages
| Voulez-vous une nouvelle Constitution ?                             |
| Pour (Apruebo)                                                      |
| Contre (Rechazo)                                                    |
| Indifférent/Ne sais pas                                             |
| La ligne représente la moyenne mobile des trois dernières semaines. |

Le graphique qui aurait dû être présenté ici ne peut pas être affiché car il utilise l'ancienne extension Graph, désactivée pour des questions de sécurité. Des indications pour créer un nouveau graphique avec la nouvelle extension Chart sont disponibles ici.

| Quel type d'organe doit rédiger la nouvelle Constitution ?          |
| Assemblée constituante élue                                         |
| Assemblée constituante mixte                                        |
| Indifférent/Ne sais pas                                             |
| La ligne représente la moyenne mobile des trois dernières semaines. |

Le graphique qui aurait dû être présenté ici ne peut pas être affiché car il utilise l'ancienne extension Graph, désactivée pour des questions de sécurité. Des indications pour créer un nouveau graphique avec la nouvelle extension Chart sont disponibles ici.

## Résultats

### Nouvelle Constitution
| Choix                  | Votes      | %     |
| ---------------------- | ---------- | ----- |
| Pour                   | 5 899 683  | 78,31 |
| Contre                 | 1 634 506  | 21,69 |
|                        |            |       |
| Votes valides          | 7 534 189  | 99,48 |
| Votes blancs           | 12 344     | 0,16  |
| Votes nuls             | 27 381     | 0,36  |
| Total                  | 7 573 914  | 100   |
| Abstention             | 7 281 805  | 49,02 |
| Inscrits/Participation | 14 855 719 | 50,98 |

Voulez-vous une nouvelle Constitution ?
| Votes Pour (78,31 %) |  |  | Votes Contre (21,69 %) |
| ▲                    |  |  |                        |
| Majorité absolue     |  |  |                        |

### Choix de l'organe constituant
| Choix                        | Votes      | %     |
| ---------------------------- | ---------- | ----- |
| Assemblée constituante élue  | 5 673 793  | 79,18 |
| Assemblée constituante mixte | 1 492 260  | 20,82 |
|                              |            |       |
| Votes valides                | 7 166 053  | 94,62 |
| Votes blancs                 | 123 277    | 1,63  |
| Votes nuls                   | 283 794    | 3,75  |
| Total                        | 7 573 124  | 100   |
| Abstention                   | 7 282 595  | 49,02 |
| Inscrits/Participation       | 14 855 719 | 50,98 |

Quel type d'organe doit rédiger la nouvelle Constitution ?
| Constituante élue (79,18 %) |  |  | Constituante mixte (20,82 %) |
| ▲                           |  |  |                              |
| Majorité absolue            |  |  |                              |

## Analyse et conséquences

Option en tête par commune.

Les Chiliens qui se rendent aux urnes approuvent à une écrasante majorité la demande d'une nouvelle Constitution, un peu plus de 78 % s'exprimant en ce sens,. Un pourcentage similaire vote en faveur d'une assemblée constituante intégralement élue, bien davantage que ce que les sondages d'opinions laissaient prévoir,.
Le résultat positif permet l'ajout à la Constitution actuelle d'un article 130 permettant l'élection d'une assemblée constituante,.